# Lípa svobody (Dubeč)
Lípa svobody v Dubči je významný strom, který roste na náměstí U Lípy svobody poblíž pomníku.

## Popis
Strom roste na zatravněné ploše, která vznikla v místech bývalé návsi. Obvod kmene má 154 cm, výška není uvedena (r. 2015). V databázi významných stromů Prahy je zapsaná od roku 2013.

## Historie
Lípa svobody byla vysazena roku 1928 při příležitosti 10. výročí vzniku Československé republiky. Bývalá náves je po lípě pojmenovaná - nese název „náměstí U Lípy svobody“.